# Montfaucon, Aisne
Montfaucon är en kommun i departementet Aisne i regionen Hauts-de-France i norra Frankrike. Kommunen ligger  i kantonen Charly-sur-Marne som ligger i arrondissementet Château-Thierry. År 2022 hade Montfaucon 208 invånare.

## Befolkningsutveckling
Antalet invånare i kommunen Montfaucon
Referens: INSEE